# Rodinsky (huyện)
Huyện Rodinsky (tiếng Nga: ? райо́н) là một huyện hành chính tự quản (raion), của Vùng Altai, Nga. Huyện có diện tích 3170 km², dân số thời điểm ngày 1 tháng 1 năm 2000 là 46000 người. Trung tâm của huyện đóng ở Rodino.